# 陳子威
陳子威（1985年1月30日—）為臺灣籃球教練、前運動員。陳子威來自桃園，求學階段就讀平興國中、南山高中與國立臺灣師範大學，第十四季超級籃球聯賽結束後從球員身份退役，並從臺師大男籃改執教政大雄鷹。

## 外部連結
- 陳子威的Instagram帳戶
- 陳子威在fiba.basketball（英语）
- 陳子威在archive.fiba.com（存檔）（英语）
- 陳子威在Eurobasket.com（球員）（英语）
- 陳子威在RealGM（英语）